# Stabri Monogo
Stabri Monogo (mais conhecido como o Stabri ou O Boneco Viageiro) é uma personagem popular na rede que passa de mão em mão e viaja ao redor do mundo. Criado em 2006, surge como uma ideia espontânea de dois engenheiros informáticos espanhóis que estavam a procura de até onde poderiam chegar os laços criados a partir da Internet.

## História

### Origem
Dois engenheiros informáticos espanhóis, Mariano Munuera e Ángel Téllez, decidiram
experimentar o quão longe eles poderiam obter os laços criados a partir da Internet.
Para isso eles inventaram um boneco global, o Stabri, que passa de mão em mão a
viajar por todo o mundo. Para fazer isso, ordenaram a criação de um site no formato Web 2.0 que os usuários podem interagir uns com os outros semelhantes às redes sociais conhecidas até agora, o projeto é a construção da personagem em si mesma e um primeiro transportador que o presentara as primeiras pessoas. Esta última parte seria a mais importante, pois é isso que dá vida à ideia original dos galegos.

### Aventura
O Stabri é apenas um boneco que viaja, e é carregado por uma única pessoa
chamada "transportador" ou "transportadora", a única diferença é que a pessoa que o
usa é diferente em cada rodada (pois passa de mão em mão). O transportador leva ao
Stabri para visitar os destaques da zona e partilhar os seus hobbies. Isso criará uma
série de aventuras, que são registradas ou fotografadas e enviadas para o site. Lá, são
partilhados todos os movimentos dos usuários do boneco e os usuários da web podem
fazer comentários e outras contribuições.

## Personalidade
Assim como Frank Oz disse que a personalidade dos bonecos da famosa série Sesame Street estava condicionada pela sua imagem. O Stabri, baseado no contraste de sua
aparência, não muda de caráter mas mantém uma atitude extrovertida.
O Stabri é caracterizado pela sua pele branca, uma camisa listrada branca e vermelha, óculos de sol e um eterno sorriso, além de uma mala (que normalmente contém um
livro com informações como o nome e a página web). Todos estes elementos são essenciais, pois são as características da personagem.

## Site web
O site do Stabri também é uma área livre de redes sociais fundada pelos autores do boneco. Originalmente havia um modelo de design muito básico (aquele criado em 2006), no qual os usuários podiam partilhar fotos e comentários publicados assim que qualquer podia acessar com um correio eletrónico. Além disso, a presença do boneco não é apenas pelo site oficial, mas outras redes populares como o Tuenti, o Facebook ou o Twitter, entre outros. Em meados de 2010 é apresentado um novo projeto que fez a rede mais social, que permite maior interação entre os usuários e com o boneco mesmo. Esta reestruturação teve novas seções do percurso das viagens, histórias de educação que aproximavam esta aventura a outro setor da população (as crianças) e uma secção de venda de produtos, incluindo as novas aplicações, tais como localização geográfica. No ano de 2011, e com o novo formato de galeria de fotos no site do Stabri da empresa americana Cooliris, existem algumas categorias de fotografias destacadas que são armazenadas em pastas para uma melhor divulgação. Isso consolida uma seção na qual as imagens do boneco são adicionadas aos comerciais de mídia, televisão e rádio.